# Havetoftloit
Havetoftloit (tiếng Đan Mạch: Havetoftløjt) là một đô thị ở huyện Schleswig-Flensburg, phía bắc nước Đức. Đô thị Havetoftloit có diện tích 14,89 km², dân số thời điểm 31 tháng 12 năm 2006 là 941 người.